# Zebrias maculosus
Zebrias maculosus és un peix teleosti de la família dels soleids i de l'ordre dels pleuronectiformes que es troba a les costes de l'Índia.